# オールドチャーチの戦い
オールドチャーチの戦い（オールドチャーチのたたかい、英: Battle of Old Church、またはマタデクィンクリークの戦い、英: Battle of Matadequin Creek）は、南北戦争の4年目に入った1864年5月30日、バージニア州ハノーバー郡で、北軍ユリシーズ・グラント中将のオーバーランド方面作戦の中で、南軍ロバート・E・リー将軍の北バージニア軍と対抗した戦闘である
両軍がトトポトミー・クリークを挟んで対峙したとき、アルフレッド・T・A・トーバート准将の指揮する北軍騎兵師団が、オールドチャーチ交差点に近いマタデクィン・クリークでマシュー・C・バトラー准将の南軍騎兵旅団と衝突した。下馬した両軍騎兵の間に激しい戦闘が起きた後、数に劣る南軍がオールドコールドハーバーから1.5マイル (2.4 km) 以内まで後退を強いられた。翌日には北軍がその重要な交差点を抑えることになった。

## 背景

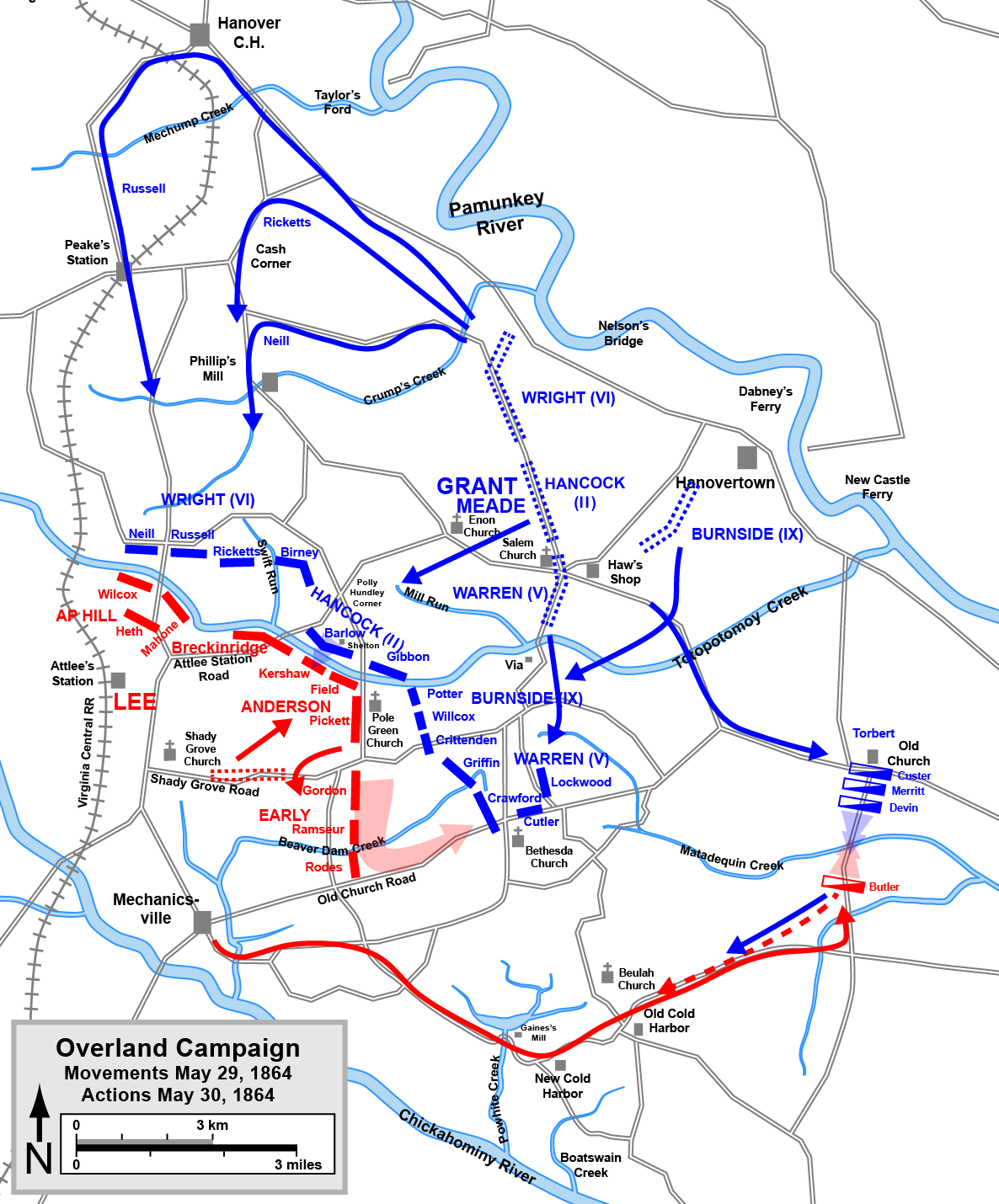
オーバーランド方面作戦の動き、トトポトミー・クリークの戦い（左）とオールドチャーチの戦い（右下）が起きた1864年5月29日の動きと30日の戦闘
南軍
北軍

南北両軍の歩兵部隊が5月30日にトトポトミー・クリークの戦いで戦っているとき、北軍騎兵軍団長のフィリップ・シェリダン少将が、第5軍団長のガバヌーア・ウォーレン少将からの援助要請を受けるようになっていた。ウォーレンは北軍の左翼で前に出て孤立した軍団の位置が危険になっていると心配していた。騎兵軍団はホーズショップの戦場近くで宿営しており、パムンキー川沿いのホワイトハウスとニューキャッスルフェリーの補給基地に繋がる道路のネットワークを保護するためにこの地域に集中していた。この地域はウィリアム・F・"ボールディ"・スミス少将の第18軍団からの援軍が移動することが見込まれていた。シェリダンは当初スポットシルバニア・コートハウスの戦い（5月8日-21日）の初めにウォーレンとした議論の蟠りが残っており、その要請にあまり注意を払わなかった。ポトマック軍指揮官のジョージ・ミード少将はシェリダンともウォーレンとも喧嘩することが度々だったので、かれらの論争の埒外に身を置いていた。しかし、ウォーレンの要請がより急を要するようになると、シェリダンはウォーレン軍団の左翼に導く道路を遮蔽することに合意し、アルフレッド・T・A・トーバート准将の師団にその任務を割り振った。トーバートはオールドチャーチ交差点で宿営していたトマス・C・デビン大佐の旅団をその任に就かせた。その指示がこの命令系統を伝っていくと、内容が誤って伝えられた。ウォーレンが望んでいた様に、オールドチャーチ道路を西に偵察するのではなく、デビンは南のオールドコールドハーバーに向かうボトムズブリッジ道路で哨戒を行うと理解するようになった。デビンはその部隊をマタデクィン・クリークの北岸にあった防御に優れた陣地に置き、ペンシルベニア第17騎兵隊の1個大隊を、クリークより南、バーカー農園の前寄りの位置に派遣した。
一方、シェリダンが知らないうちに、南軍ロバート・E・リー将軍はアメリカ連合国の首都リッチモンドから僅か6マイル (10 km) しか離れていないオールドコールドハーバーにある重要な道路の交差点のことを心配していた。リーは、その交差点が脅かされているかを判断するために、メカニクスビルからマシュー・C・バトラー准将の旅団2,000名を派遣した。バトラーは自身の旅団からサウスカロライナ第4および第5騎兵連隊（あまりに経験が足りないと考えた第6連隊は後に残した）と、マーティン・W・ゲーリー准将の小さな旅団（サウスカロライナ第7騎兵連隊のみ）を率いていった。南軍の騎兵は5月30日朝に出発し、午後1時と2時の間にバーカー農園近くに到着した。

## 戦闘
バトラーの旅団はペンシルベニア第17騎兵隊の1個大隊と小競り合いを演じた後に容易にその部隊をマタデクィン・クリークまで押し戻した。デビンがペンシルベニア第17騎兵隊からさらに2個大隊を送り込み、コー・ダーランド少佐がその部隊を率いて突撃し、北軍の当初の哨戒線を回復させた。デビンは形ばかりの敵軍に向かっていると考え、それ以上援軍を送らなかった。しかし午後3時、バトラーの本体による攻撃で北軍の哨戒部隊を圧倒した。北軍は活発に遅延工作を行って、南軍がクリークを超えるのを防いだ。デビンはさらに2個連隊、ニューヨーク第6騎兵隊を右に、同第9騎兵隊を左に送ってペンシルベニア騎兵隊を補強した。バトラーはサウスカロライナ第4騎兵隊を道路の西に配置してニューヨーク第6騎兵隊と対抗させ、サウスカロライナ第5騎兵隊は東に送ってニューヨーク第9騎兵隊に対抗させた。サウスカロライナ第7騎兵隊は予備隊として残した。
トーバートは戦場の様子を調べ、南軍の旅団に抵抗するには3個連隊では不十分だと認識したので、その師団の残り部隊に出動を命じた。ウェズリー・メリット准将の予備旅団が最初に到着し、そのアメリカ第2騎兵隊が弾薬の少なくなっていたペンシルベニア第17騎兵隊と交代し、前線の中央に入った。北軍前線の右端では、ニューヨーク第6騎兵隊とアメリカ第2騎兵隊がサウスカロライナ第4騎兵隊を押し戻した。そこは直ぐにチャールストン軽竜騎兵隊が補強した。南軍はリガンの農園から持ってきた丸太で胸壁を構築した。左端では、ニューヨーク第9騎兵隊が、マタデクィン・クリークの高さ40フィート (12 m) ある堤に守られたサウスカロライナ第5騎兵隊から強い抵抗を受けていた。メリットはチャールズ・L・リーパー大尉の指揮するペンシルベニア第6騎兵隊を使って南軍陣地の側面に回ろうとした。この部隊はニューヨーク第9騎兵隊の左翼でクリークを渡ることに成功したが、サウスカロライナ連隊との激しい白兵戦になって前進を止められ、リーパーは重傷を負った。
このとき、ジョージ・アームストロング・カスター准将の旅団が到着して、膠着状態が破られた。カスターはミシガン第5連隊をボトムズブリッジ道路の右手に、ミシガン第1および第7連隊を道路の左手に配置し、ミシガン第6連隊を予備隊にした。その攻撃が南軍の両端を衝いた。バトラー隊の兵士が後方に逃げると、その予備隊であるサウスカロライナ第7騎兵連隊が反撃して前線を維持しようとした。北軍の方が戦力も火力も勝っていた。ミシガン兵はスペンサー銃を装備しており、トーバートは騎馬砲兵を配置していたが、その日のバトラーはそれを持っていなかった。この日の戦闘の大半は下馬して行われたが、南軍のフランク・A・ハスケル大佐とエドワード・M・ボイキン少佐（有名な南部の日記作家メアリー・チェスナットの従弟）は騎乗のままサウスカロライナ第7騎兵隊を指揮しており、二人とも突撃したときに重傷を負った。戦闘の最終盤にジョージア第20大隊が到着したが、馬に乗って逃げていく味方兵のためにほとんど無力にされた。北軍兵は退却する南軍を熱心に追撃した。最終的にバトラーがオールドコールドハーバーで部隊兵を再招集できた。トーバートの部隊は交差点の北東約1.5マイル (2.4 km) で露営することになった。

## 戦闘の後
バトラーはホーズショップおよびマタデクィン・クリークで3日間のうち2回まで、ロバート・E・リーが必要としていた情報を集めることに成功したが、南軍の騎兵隊は北軍の騎兵隊によって2回とも押し返された。その2回ともカスターの旅団が勝利するために必要アン重要な戦力となった。この戦闘での損失は北軍が90名、南軍が188名だった。翌日、シェリダンが重要なオールドコールドハーバーの交差点を確保する道筋が付けられ、流血の多いコールドハーバーの戦いの始まりとなった。